# Wańkowa
Wańkowa (ukrán nyelven: Ванькова) Lengyelország délkeleti részén, a Kárpátaljai vajdaságban, a Leskói járásban, Gmina Olszanicza község területén található település, közel a lengyel–ukrán határhoz.A járás központjától, Leskótól 13 kilométernyire északkeletre található, és a vajdaság központjától, Rzeszówtól 67 kilométernyire délkeleti irányban.

## Fordítás
Ez a szócikk részben vagy egészben  a   Wańkowa című angol Wikipédia-szócikk ezen változatának fordításán alapul.  Az eredeti cikk szerkesztőit annak laptörténete sorolja fel. Ez a jelzés csupán a megfogalmazás eredetét és a szerzői jogokat jelzi, nem szolgál a cikkben szereplő információk forrásmegjelöléseként.